# Jardín Botánico Rea
El Jardín Botánico Rea (en italiano: Giardino Botanico Rea) es un jardín botánico que se encuentra en Trana, Italia. 

## Localización
Se encuentra a 450 m s. n. m. en Val Sangone.
Giardino Botanico Rea Via Giaveno 40, San Bernardino di Trana, Trana, Provincia de Torino, Piamonte, Italia.45°2′0″N 7°25′0″E / 45.03333, 7.41667
Está abierto al público todos los días de la semana excepto los sábados.

## Historia
El jardín fue fundado en 1967 por Giuseppe Giovanni Belli como institución privada. 
En 1968 comenzó a publicar un boletín de noticias, titulado "Rea" en 1969, y dedicado a Giovanni Francesco Rea (1773-1833), uno de los primeros botánicos en estudiar la flora del Val Susa y Val Sangone. 
En los años 70 Bellia creó colecciones de plantas exóticas, particularmente suculentas, y exploró el Val Sangone para recolectar especímenes de sus plantas raras. 
En 1989 el jardín fue comprado por la región de Piamonte para convertirse en parte del "Museo Regionale di Scienze Naturali di Torino", y en 1992 se abrió al público.   

## Colecciones
El jardín cultiva actualmente unas 2,500 especies. 
Las principales secciones del jardín incluyen: 
- Las especies raras y en peligro crítico de las colinas;
- Árboles locales, arbustos, y pteridófita;
- Planta acuáticas, suculentas, plantas carnívoras, y epífitas;
- Árboles y arbustos rústicos;
- Plantas médicas y aromáticas;
- Plantas del alimento y fuente de miel;
- Plantas ornamentales;
- Plantas de materia textil.

Es de destacar que en sus invernaderos se cultivan sus colecciones de suculentas con más de 200 especímenes, así como las plantas carnívoras Aldrovanda vesiculosa y Dionea muscipula y especies locales raras. 